# ایتسشتدت (آمت)
ایتسشتدت (به آلمانی: Amt Itzstedt) یک منطقهٔ مسکونی در آلمان است که در شلسویگ-هولشتاین واقع شده‌است. ایتسشتدت  ۱۸٬۷۱۹ نفر جمعیت دارد.